# AS Douanes (Ouagadougou)
El AS Douanes es un equipo de fútbol con sede de Uagadugú, Burkina Faso. Actualmente juega en la Primera División de Burkina Faso.

## Historia
El disputó en la temporada 2017-18 la Segunda División de Burkina Faso, donde salió campeón ganando uno de sus grupos y ascendiendo a la Primera División. En la temporada 2018-19 en la Primera División de Burkina Faso debutó con derrota de 2:1 contra el AS SONABEL hasta el final de la temporada terminó en la 9°.
En la temporada 2021-22 terminó 4° en la Primera División y en la misma temporada logró coronarse campeón de la Copa de Burkina Faso por primera vez en su historia luego de vencer al US Comoé.

## Palmarés
- Primera División de Burkina Faso: 2

2022-23, 2023-24
- Copa de Burkina Faso: 1

2022

## Participación en competiciones de la CAF
| Temporada | Torneo                       | Ronda         | Club           | Casa  | Visita | Global      |
| --------- | ---------------------------- | ------------- | -------------- | ----- | ------ | ----------- |
| 2022-23   | Copa Confederación de la CAF | Preliminar    | AS Real Bamako | 0-0   | 0-0    | 0-0 (1-3 p) |
| 2023-24   | Liga de Campeones de la CAF  | Primera ronda | ASGNN          | w.o.1 | w.o.1  | w.o.1       |
| 2023-24   | Liga de Campeones de la CAF  | Segunda ronda | Espérance ST   | 0-1   | 0-0    | 0-1         |
| 2024-25   | Liga de Campeones de la CAF  | Primera ronda | Coton FC       | 0-0   | 1-1    | 1-1 (a)     |
| 2024-25   | Liga de Campeones de la CAF  | Segunda ronda | CR Belouizdad  | 1-0   | 0-1    | 1-1 (3-4 p) |

1- Los equipos de Níger abandonaron el torneo a causa del Golpe de Estado en Níger de 2023.